# Chandra Crawford
Chandra Crawford (n. 19 noiembrie 1983, Canmore, Alberta, Canada) este o schioară de fond ce a reprezentat Canada, medaliată olimpică. A participat la 3 ediții ale Jocurilor Olimpice (2006, 2010, 2014) în care a câștigat o medalie de aur.